# Ernst Linz
Ernst Martin Linz (* 6. Februar 1894 in Mannheim; † 1980 in Jerusalem) war ein deutscher Rechtsanwalt.

## Leben
Er wurde als Sohn des Kaufmanns Samuel Moses Abraham (genannt Albert) Linz geboren. Er studierte Rechtswissenschaft und  wurde als Kriegsfreiwilliger mehrfach ausgezeichnet. Seine Heidelberger Dissertation hatte das Thema: Die Ersatzansprüche eines Gesellschafters gegen die offene Handelsgesellschaft. 1933 musste er nach Palästina emigrieren und lebte später in Israel. Er führte 1966 einen Schriftwechsel mit dem Präsidenten des Bundesverfassungsgerichts Gebhard Müller.
Anlass war ein kritischer Artikel des sozialdemokratischen Vorwärts mit dem Titel Des Geigers braune Weste zur bekanntgewordenen Doktorarbeit des Bundesverfassungsrichters Willi Geiger von 1940 zum Schriftleitergesetz. Linz stellte die Frage, wie jemand wie Geiger Bundesrichter werden konnte und wollte wissen, „ob er wenigstens beurlaubt oder aus dem Amt geschieden“ sei. Müller attestierte Geiger in seinem Antwortschreiben dagegen eine antinationalsozialistische Haltung und bezog sich dabei auf Geigers Entnazifizierungsverfahren. Diesen Schriftwechsel gab Linz dem Bundesverfassungsrichter Gregor Geller zur Kenntnis, der in einem Schreiben an Präsident Müller dessen Antwort kritisierte und klarstellte, dass Müller im eigenen Namen und nicht namens des Richterkollegiums geschrieben habe.
Geiger blieb trotz öffentlicher Kritik bis 1977 Bundesverfassungsrichter. Der Schriftwechsel zwischen Linz und dem Verfassungsgerichtspräsidenten sowie die Reaktion des Richters Geller sind aufschlussreiche Quellen zur damaligen Diskussion um die sogenannte Vergangenheitsbewältigung in den 1960er Jahren.